# Campo (sociologia)
Campo, na teoria proposta por Pierre Bourdieu representa um espaço simbólico, no qual lutas dos agentes determinam, validam, legitimam representações. É o poder simbólico. Nele se estabelece uma classificação dos signos, do que é adequado, do que pertence ou não a um código de valores. No campo da arte, por exemplo, a luta simbólica determina o que é erudito, ou o que pertence à indústria cultural. Determina também quais valores e quais rituais de consagração as constituem, e como elas são delineadas dentro de cada estrutura. No campo, local empírico de socialização, o habitus constituído pelo poder simbólico surge como todo e consegue impor significações datando-as como legítimas. Os símbolos afirmam-se, assim, na noção de prática, como os instrumentos por excelência de integração social, tornando possível a reprodução da ordem estabelecida.